# Charles Pritchard
Charles Pritchard (* 29. Februar 1808 in Alberbury; † 20. Mai 1893) war ein britischer Geistlicher, Astronom und Schulgründer.
Pritchard studierte ab 1824 an der Universität Cambridge (St. John’s College) und absolvierte 1830 die Tripos-Prüfungen. 1832 wurde er Fellow des St. John’s College, wurde 1833 ordiniert und gründete 1834 die Clapham Grammar School, deren Leiter er bis 1862 war. Danach zog er sich nach Freshwater auf der Isle of Wight zurück. Ebenfalls 1862 wurde er Ehren-Sekretär der Royal Astronomical Society, deren Präsident er 1866 war. 1870 wurde er Savilian Professor für Astronomie an der Universität Oxford, wo er ein neues Observatorium aufbaute mit Hilfe der von Warren de la Rue aus seinem privaten Observatorium gesprendeten Instrumente. 1883 wurde er Felow des New College in Oxford und 1886 des St. John’s College in Cambridge.
Er befasste sich zunächst mit der Libration des Mondes. Ab 1882 befasste er sich mit Stern-Photometrie und maß die relative Helligkeit von 2784 Sternen auf der Nordhalbkugel, veröffentlicht 1885 in der Uranometria Nova Oxoniensis. Danach unternahm er photometrische Untersuchungen der Sternparallaxen. Zuletzt war er an einer internationalen Himmelsaufnahme beteiligt, wobei ihm der Bereich zwischen 25 und 31 Grad nördlicher Breite zugewiesen wurde.
1840 wurde er Fellow der Royal Society, deren Royal Medal er 1892 erhielt. 1886 erhielt er mit Edward Charles Pickering die Goldmedaille der Royal Astronomical Society.
Er veröffentlichte auch Schriften zu Wissenschaft und Religion.